# Antonio de Oro
Antonio de Oro-Pulido (Ciempozuelos, 1904-Tetuán, 28 de diciembre de 1940) fue militar, explorador y administrador del Sáhara Español.

## Biografía
Llegó a África con el grado de capitán, ascendió al rango de teniente coronel. En 1937 sería nombrado gobernador general del África Occidental Española, que ocuparía hasta mayo de 1940. En 1938, fundó la ciudad de El Aaiún. Falleció el 28 de diciembre de 1940 por una repentina septicemia.
Es autor de la obra Algo sobre el hasanía o dialecto árabe que se habla en el Sáhara Atlántico (1940).